# Język komering
Język komering, także kumoring – język austronezyjski używany w prowincji Sumatra Południowa w Indonezji, przez członków ludu Komering. Według danych z 2000 roku posługuje się nim 470 tys. osób.
W 1984 r. wyróżniono dwa dialekty: martapura-simpang i buay madang cempaka-belitang. Różnice między nimi dotyczą przede wszystkim cech fonologii i leksyki (na poziomie morfosyntaktyki obie odmiany są do siebie bardzo zbliżone).
Z danych Ethnologue wynika, że posługują się nim wszystkie grupy wiekowe. Bywa też przyswajany przez inne grupy etniczne. W użyciu są również języki indonezyjski i musi.
W języku komering prowadzi się audycje radiowe. Został opisany w postaci słownika i pewnych opracowań gramatycznych .
Bywa opisywany jako dialekt języka lampung. Jest stosunkowo bliski lampung api (pesisir), w 1976 r. został wręcz sklasyfikowany jako odmiana tego dialektu. Nie odpowiada to jednak lokalnej identyfikacji językowej, które każe odróżniać komering od lampung.